# Diastème
Pour les articles homonymes, voir Asté (homonymie) et Diastème (homonymie).
 (janvier 2025).
Patrick Asté, dit Diastème, est un auteur-compositeur-interprète, musicien, écrivain, dramaturge, scénariste, metteur en scène et réalisateur français, né le 21 décembre 1965 à Asnières-sur-Seine (Hauts-de-Seine).

## Biographie
Diastème naît sous le nom d’état civil de Patrick Asté en 1965 à Asnières-sur-Seine.
Il se destinait à une carrière musicale avant de se retrouver journaliste à l’âge de vingt ans. Il écrit pendant quelques années dans la presse, notamment comme critique de cinéma dans Première, mais aussi comme journaliste pour 7 à Paris, L'Autre Journal, 20 ans ou encore le magazine parodique Infos du monde. Il se tourne ensuite vers une carrière artistique dans la littérature, le cinéma et le théâtre.
Sa première pièce en tant qu’auteur et metteur en scène, La Nuit du thermomètre, avec Emma de Caunes et Frédéric Andrau, a été créée au CDN de Nice, avant d’être reprise au théâtre Marigny (Paris) puis en tournée. Pour cette pièce, les deux comédiens ont été nommés dans la catégorie « révélation théâtrale » aux Molières 2003.
Suit 107 Ans, adapté de son troisième roman, toujours avec Frédéric Andrau, créée en 2004 à Avignon puis reprise au théâtre de la Pépinière-Opéra puis en tournée. Puis La Tour de Pise, avec Jeanne Rosa, créée à Avignon en 2006, reprise au théâtre de la Manufacture des Abbesses à Paris, puis en tournée en France et en Belgique. Au théâtre du Chêne noir, il effectue plusieurs créations, dans le cadre du Festival d'Avignon off : en 2008, il met en scène Les Justes d’Albert Camus, avec entre autres Frédéric Andrau, Jeanne Rosa et Linh-Dan Pham ; puis en 2009, il met en scène sa création L'Amour de l'art, avec à nouveau Emma de Caunes, Frédéric Andrau, Jeanne Rosa et Bertrand Combe.
Il coécrit également des scénarios pour la télévision (Tout contre Léo de Christophe Honoré) et pour le cinéma (Coluche, l'histoire d'un mec d'Antoine de Caunes). Il réalise en 2001 un court-métrage intitulé Même pas mal, avec Frédéric Andrau, Jeanne Rosa, Judith El Zein et François Levantal.  Son premier long-métrage en tant que réalisateur, Le Bruit des gens autour, écrit avec Christophe Honoré, sort en juillet 2008. Il est interprété par Bruno Todeschini, Emma de Caunes, Léa Drucker, Olivier Marchal, Linh-Dan Pham, Olivier Py, Judith El Zein, Jeanne Rosa et Frédéric Andrau.
En 2014, il réalise son deuxième long-métrage, Un Français, l'histoire d'un skinhead d'extrême droite qui se détache peu à peu de ses idées extrêmes au fur et à mesure que son entourage, mais aussi toute la France, suit le chemin inverse. Il est interprété par Alban Lenoir, Samuel Jouy, Patrick Pineau et Lucie Debay. Le 25 mai 2015, Diastème annonce sur son blog que 50 avant-premières prévues auraient été annulées. L'annonce est relayée par une grande partie de la presse mais les propriétaires de salles interrogés mettent en avant non pas un « climat » de peur mais tout simplement « un manque de croyance dans le potentiel commercial du film » et le fait que Mars Films a « envoyé la demande trop tard pour organiser l’événement »,. Le film sort en salles le 10 juin 2015.
Il sort ensuite un film plus léger, la comédie dramatique Juillet Août, en 2016. Il est interprété par Luna Lou, Alma Jodorowsky, Patrick Chesnais, Pascale Arbillot et Thierry Godard.
Pour le cinéma, il co-signe le scénario et les dialogues du film Gueule d'ange, de Vanessa Filho sélection Un certain regard au Festival de Cannes 2018 puis, en 2019, l'adaptation du roman L'Amour sans le faire de Serge Joncour pour le film Revenir de Jessica Palud. Ce film reçoit le Prix du meilleur scénario de la section Orizzonti à la Mostra de Venise 2019.
Au théâtre, il écrit et met en scène La Paix dans le monde, dernier volet du triptyque commencé par La Nuit du thermomètre puis 107 ans.  La pièce est créée pour le Festival d'Avignon OFF 2019 au Théâtre Artéphile. Le spectacle est repris à Paris, au Théâtre de la Manufacture des Abbesses, puis en tournée.
Pour la télévision, il écrit le téléfilm Claire Andrieux d'Olivier Jahan, diffusé sur Arte le 9 octobre 2020 et la série Neuf meufs, réalisée par Emma de Caunes,.

## Publications

### Chroniques
- Chienne de vie !, Paris, Albin Michel, 1996.
- Un peu d'amour, Paris, L’Olivier, 2002.

### Romans
- Les Papas et les Mamans, Paris, L’Olivier-Points Seuil, 1997.
- In paradisum, Paris, L’Olivier, 1999.
- 107 ans, Paris, L’Olivier–Points Seuil, 2004.
- Bien le silence partout, Paris, Flammarion, 2010.

### Théâtre
- La Nuit du thermomètre, Actes Sud Papiers, 2001

## Filmographie
Sauf indication contraire, les informations mentionnées dans cette section peuvent être confirmées par les bases de données cinématographiques IMDb, Allociné et Unifrance,  présentes dans la section « Liens externes ».

### Scénariste
- 2001 : Même pas mal - court métrage
- 2002 : Tout contre Léo de Christophe Honoré - téléfilm
- 2008 : Le Bruit des gens autour
- 2008 : Coluche, l'histoire d'un mec d'Antoine de Caunes
- 2015 : Un Français
- 2015 : Les Châteaux de sable d'Olivier Jahan
- 2016 : Juillet Août
- 2018 : Gueule d'ange de Vanessa Filho
- 2019 : Revenir de Jessica Palud[16]
- 2019 : Claire Andrieux d'Olivier Jahan[13]
- 2020 : Neuf meufs, d'Emma de Caunes[14],[15]
- 2022 : La Maison d'Anissa Bonnefont
- 2023 : Sur les chemins noirs de Denis Imbert

### Réalisateur
- 2001 : Même pas mal (court métrage)
- 2008 : Le Bruit des gens autour
- 2015 : Un Français
- 2016 : Juillet Août
- 2022 : Le Monde d'hier
- 2024 : Joli Joli

## Théâtre
Sauf indication contraire ou complémentaire, les informations mentionnées dans cette section peuvent être confirmées par la base de données Les Archives du spectacle.

### Metteur en scène
- 2001 : La Nuit du thermomètre de Diastème, mise en scène de l'auteur, Théâtre de Nice
- 2003 : La Nuit du thermomètre de Diastème, Théâtre Marigny
- 2004 : 107 Ans de Diastème, Théâtre la Luna Festival d’Avignon off, Théâtre de la Pépinière-Opéra, tournée
- 2006 : La Tour de Pise de Diastème, Théâtre la Luna Festival d’Avignon off, tournée
- 2008 : Les Justes d'Albert Camus, Théâtre du Chêne noir
- 2009 : L’Amour de l'art de Diastème, Théâtre du Chêne noir
- 2012 : Une Scène, de Diastème, Ciné 13 Théâtre
- 2013 : Fille/Mère, de Diastème, Théâtre du Chêne noir
- 2019 : La Paix dans le monde, de Diastème, Théâtre Artéphile, Festival d'Avignon[12] et tournée[11]
- 2023 : Geli, de Diastème, Théâtre de la Manufacture des Abbesses, Festival d'Avignon off

## Distinctions

### Récompenses
- Festival de Thessalonique 2008 : Prix spécial et prix du public pour Le Bruit des gens autour
- Festival de La Ciotat 2008 : Prix du Jury pour Le Bruit des gens autour[17]
- Mostra de Venise 2019 : Prix du meilleur scénario de la section Orizzonti[10]

### Nominations et sélections
- Festival de Thessalonique 2008 : sélection officielle en compétition pour l'Alexandre d'or pour Le Bruit des gens autour
- Festival de Copenhague 2009 :  sélection officielle en compétition pour le Politiken's Audience Award pour Le Bruit des gens autour
- Festival de Toronto 2015 : sélection officielle en compétition pour le Platform Prize pour Un Français
- Festival des Hamptons 2015 : sélection officielle en compétition pour le Golden Starfish Award pour Un Français